# Symphonique Sanson
Albums de Véronique Sanson
À l'Olympia 89 Sans regrets
Symphonique Sanson est le cinquième album live de la chanteuse Véronique Sanson, enregistré au théâtre du Châtelet à Paris avec l'Orchestre symphonique de Prague sous la direction de Leoš Svárovský.
Cet album a été certifié double disque d'or pour plus de 200 000 exemplaires vendus en France.

## Titres
| No  | Titre                     | Durée |
| --- | ------------------------- | ----- |
| 1.  | Ouverture                 | 4:25  |
| 2.  | Je serai là               | 3:33  |
| 3.  | Donne-toi                 | 3:14  |
| 4.  | When We're Together       | 3:05  |
| 5.  | Le temps est assassin     | 5:07  |
| 6.  | Ma révérence              | 3:08  |
| 7.  | Christopher               | 4:02  |
| 8.  | Étrange Comédie           | 4:12  |
| 9.  | Tout va bien              | 2:00  |
| 10. | Je les hais               | 5:10  |
| 11. | Lerida (Dans la ville de) | 4:42  |
| 12. | Pour celle que j'aime     | 3:27  |
| 13. | Le Maudit                 | 4:30  |
| 14. | Le Train                  | 0:59  |
| 15. | Saint-Lazare              | 3:25  |
| 16. | Sad Limousine             | 4:00  |
| 17. | Mortelles Pensées         | 4:19  |
| 18. | Amoureuse                 | 3:56  |
| 19. | L'Amour qui bat           | 4:09  |

## Crédits
Paroles et musique : Véronique Sanson sauf Saint-Lazare : Aristide Bruant, Le Train : Jean-Claude Vannier
Arrangements : Jean-Claude Vannier (1, 14, 15, 19), Bernard Gérard (2, 4, 5, 6, 7, 8, 9, 10, 11, 12, 13, 16, 17), Michel Bernholc (3, 18)
Enregistré au théâtre du Châtelet à Paris, du 26 au 31 décembre 1989 en public avec l'orchestre symphonique Fisyo de Prague sous la direction de Leos Svarovsky.

## Single
- Amoureuse / When We're Together (single promo) 1990